# 검사내전
《검사내전》은 2019년 12월 16일부터 2020년 2월 11일까지 JTBC에서 방영했었던 월화 드라마이다. 전직 검사인 김웅의 동명 에세이를 원작으로 한 작품이다.

## 줄거리
미디어 속 화려한 법조인이 아닌 지방도시 진영에서 하루하루 살아가는 평범한 '직장인 검사'들의 이야기

## 등장 인물

### 주요 인물
- 이선균 : 이선웅 역 - 검사 10년 차. 장원지방검찰청 진영지청 형사 2부 검사 307호
- 정려원 : 차명주 역 - 검사 11년 차. 서울 중앙지방검찰청 특수1부(현 반부패수사1부)검사 -> 장원지방검찰청 진영지청 형사 2부 검사 309호
- 이성재 : 조민호 역 - 검사 18년 차. 장원지방검찰청 진영지청 형사 2부 부장검사
- 김광규 : 홍종학 역 - 검사 14년 차. 장원지방검찰청 진영지청 형사 2부 306호
- 이상희 :오윤진 역 - 워킹맘. 검사 6년 차. 장원지방검찰청 진영지청 형사 2부 검사 308호
- 전성우 : 김정우 역 - 장원지방검찰청 진영지청 신임검사

### 지청 수사관 / 실무관
- 백현주 : 장만옥 역 - 수사관 30년 차. 이선웅 검사실 수사관
- 안창환 : 이정환 역 - 수사관 8년 차. 차명주 검사실 수사관
- 안은진 : 성미란 역 - 실무관 3년 차. 이선웅, 차명주 검사실 실무관 겸직

### 진영지청 사람들
- 김유석 : 최종훈 역 - 신임 장원지방검찰청 진영지청 지청장
- 정재성 : 김인주 역 - 검사 24년 차. 장원지방검찰청 진영지청장 → 수원고등검찰청 부장검사
- 김용희 : 남병준 역 - 검사 18년 차. 조민호 부장과 동기. 장원지방검찰청 진영지청 형사 1부 부장검사 → 춘천지방검찰청 영월지청장

### 주변 인물
- 차순배 : 최태중 역 - 검사 출신 변호사

### 그 외 인물
- 곽자영: 이순철 역 - 무속인
- 홍서준: 민성진 역 - 서울중앙지방검찰청 특수 1부 부장검사
- 손경원: 김영춘 역 - ㈜정수실업의 노동자
- 미명: 정복례 역 - 수백억대 어음 사기 사건의 피고인
- 전진기: 차주환 역 - 명주의 아버지
- 강애심: 명주의 어머니 역
- 민경옥: 장영숙 역 - 상습 가정폭력의 피해자이자 무량동 상해치사 사건의 피의자
- 최형주: 이재훈 역 - 선웅의 아들
- 양소민: 고민정 역 - 선웅의 아내이자 약사
- 강예서: 양은정 역 - 진영여중 집단 따돌림 사건의 가해자 중 한 명
- 미명: 김현지 역 - 진영여중 집단 따돌림 사건의 피해자
- 미명: 정윤아 역 - 사내 상습 성추행 사건의 고소인
- 미명: 배영진 역 - 사내 상습 성추행 사건의 피고소인
- 유하복: 정윤호 역 - 장원지방검찰청 검사장
- 조이행: 박선우 역 - 상습 음주운전 피의자
- 미명: 강인상 역 - 강준모 법사위원의 아들이자 2K모터스 가청 사건 피의자
- 주진수: 백기복 역 - 미튜버이자 조형물 기물파손죄 사건의 피고소인
- 문선용: 귄두필 역 - 과거 김인주 담당의 한시 사건의 가해자이자 고문수사의 피해자
- 김정진: 배수민 역 - 불법 대출및 성매매, 불법 음란물 촬영및 유통 등 사기 사건의 피해자
- 미명: 강현숙 역 - 한서백화점 상품권 수수료 사업의 피의자
- 손상경: 방배성 역
- 김지성: 전하영 역 - 검사 28기, 前 306호 검사실의 주인이자 유척의 주인
- 변정수: 장미쉘 역 - 조민호의 前 아내이자 발레리나
- 심은우: 소개팅녀 역- 김정우의 소개팅녀
- 안재현: 김인호 역
- 성이언: 김장신 역
- 이태구: 박준수 역

### 특별 출연
- 김선화: 문희숙 역 - 진영시 산도박장의 배달원
- 고인범 : 황일수 역 - 일명 '황도끼' 진영시의 악성 민원인

## 촬영지
- 통영국제음악당
- 충무교
- 통영대교
- 통영케이블카
- 통피랑 벽화마을
- 케너디흘레스토랑
- 뜨라토리아 델 아르테
- 통영그란데호스텔
- 일구구공후
- 수륙해수욕장

## 시청률
최저 시청률과 최고 시청률은 시청률 조사회사와 지역별로 시청률에 차이가 있을 수 있습니다.
| 2019년      | 2019년      | 2019년         | 2019년       |
| 회차        | 방송일      | AGB 시청률     | AGB 시청률   |
| 회차        | 방송일      | 대한민국(전국) | 서울(수도권) |
| ----------- | ----------- | -------------- | ------------ |
| 제1회       | 12월 16일   | 5.042%         | 5.029%       |
| 제2회       | 12월 17일   | 4.996%         | 5.089%       |
| 제3회       | 12월 23일   | 4.685%         | 4.951%       |
| 제4회       | 12월 24일   | 4.238%         | 4.798%       |
| 2020년      |             |                |              |
| 제5회       | 1월 6일     | 3.588%         | 3.681%       |
| 제6회       | 1월 7일     | 3.810%         | 3.921%       |
| 제7회       | 1월 13일    | 3.203%         | 3.328%       |
| 제8회       | 1월 14일    | 3.836%         | 3.865%       |
| 제9회       | 1월 20일    | 3.214%         | 3.334%       |
| 제10회      | 1월 21일    | 3.684%         | 3.286%       |
| 제11회      | 1월 27일    | 2.730%         | 3.134%       |
| 제12회      | 1월 28일    | 3.479%         | 3.778%       |
| 제13회      | 2월 3일     | 2.981%         | 3.314%       |
| 제14회      | 2월 4일     | 4.004%         | 4.135%       |
| 제15회      | 2월 10일    | 3.289%         | 3.366%       |
| 제16회      | 2월 11일    | 4.208%         | 4.492%       |
| 평균 시청률 | 평균 시청률 | 3.812%         | 3.969%       |

## 같이 보기
- 대한민국의 텔레비전 드라마 목록 (ㄱ)
- 2019년 대한민국의 텔레비전 드라마 목록